# Orthopoxvirus

Orthopoxvirus és un gènere de virus dins la família Poxviridae que inclou moltes espècies aïllades en mamífers com el Buffalopox virus, Camelpox virus, Cowpox virus, Monkeypox virus, Rabbitpox virus, Volepox virus i Ectromelia virus. El membre més famós del gènere és Variola virus, que causa smallpox. Un altre orthopoxvirus, Vaccinia virus, fa de vacuna.
Els símptomes inicials de la infecció són febre i dolors de cap i musculars entre d'altres. Després hi ha úlceres a la pell i inflamacions dels teixits, encefalitis, etc.